# Idrossicancrinite
L'idrossicancrinite è un minerale e, in particolare, un feldspatoide appartenente al gruppo della cancrinite.